# 特劳特曼斯多夫城堡花园
特劳特曼斯多夫城堡花园 (德語：Die Gärten von Schloss Trauttmansdorff)是意大利梅拉诺的一个植物园，位于特劳特曼斯多夫城堡旁。在温暖的月份，花园每天开放，收费入场。

## 历史
1850年左右，特劳特曼斯多夫伯爵在修复城堡的过程中，布置了这个花园。奥地利的伊丽莎白皇后是梅拉诺和这个花园的常客。1898年她在日内瓦遇刺后，在花园里安放了她青铜半身像加以纪念。

## 花园
今天，城堡花园包含约80个专门的花园，种植当地和异国的植物，按产地分类，包括：
- 世界森林 – 美洲和亚洲的针叶林和落叶林。
- 夹竹桃阶梯 – 开花的夹竹桃、古老的油橄榄树等。
- 太阳花园 – 地中海栽培植物，包括柏树、无花果、葡萄、薰衣草, 和意大利最北的油橄榄树林。
- 水和露台花园 – 各种花园，包括意式园林、英式园林和感性花园。
- 南蒂罗尔的风景 –阿迪杰山谷古老植被的见证。

花园中还有埃斯库拉皮蛇自然栖息地（因斯布鲁克高山动物园赠送）、观鸟园、日本冲积森林、水稻梯田，和茶园。

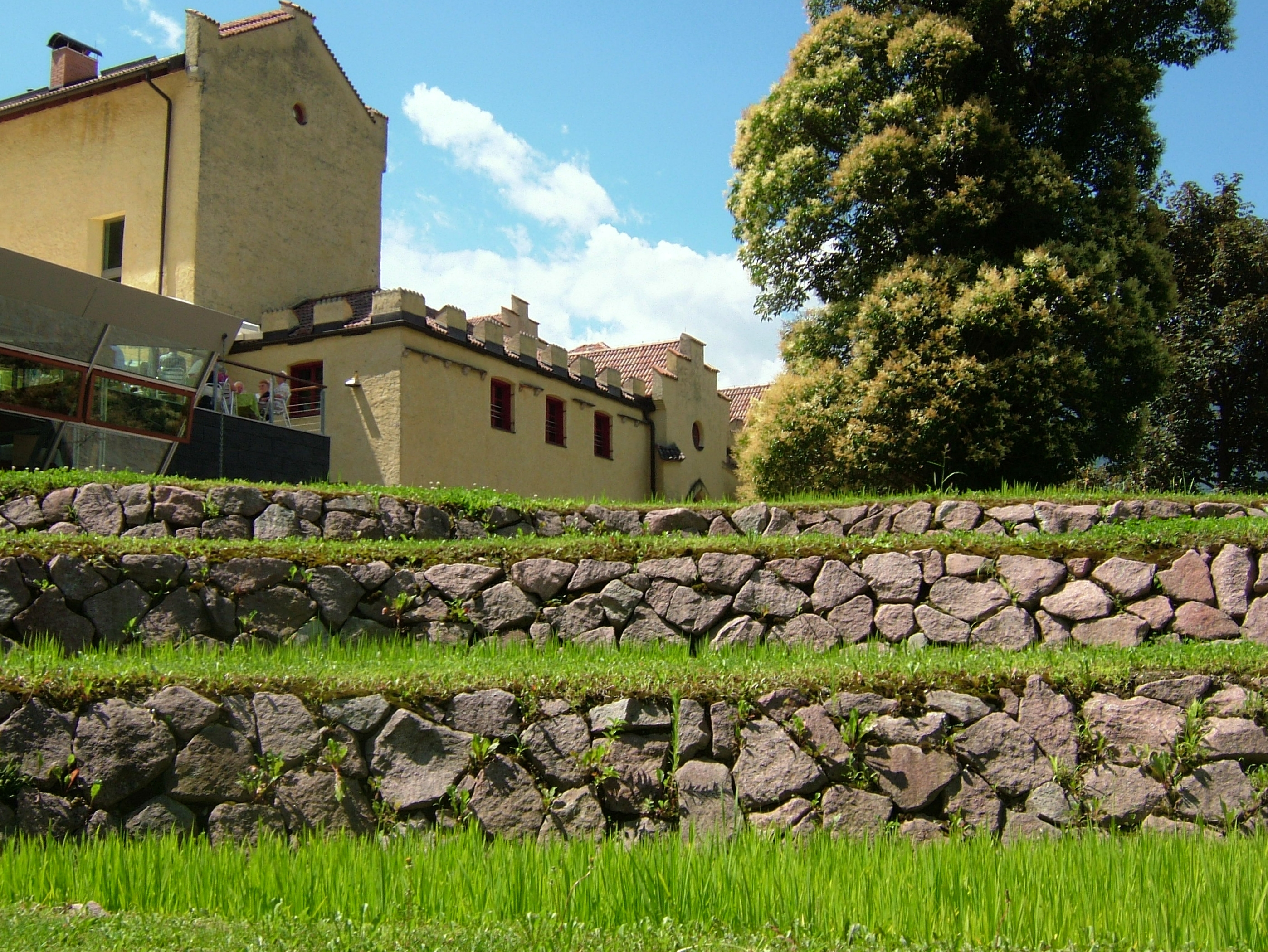
太阳花园的梯田
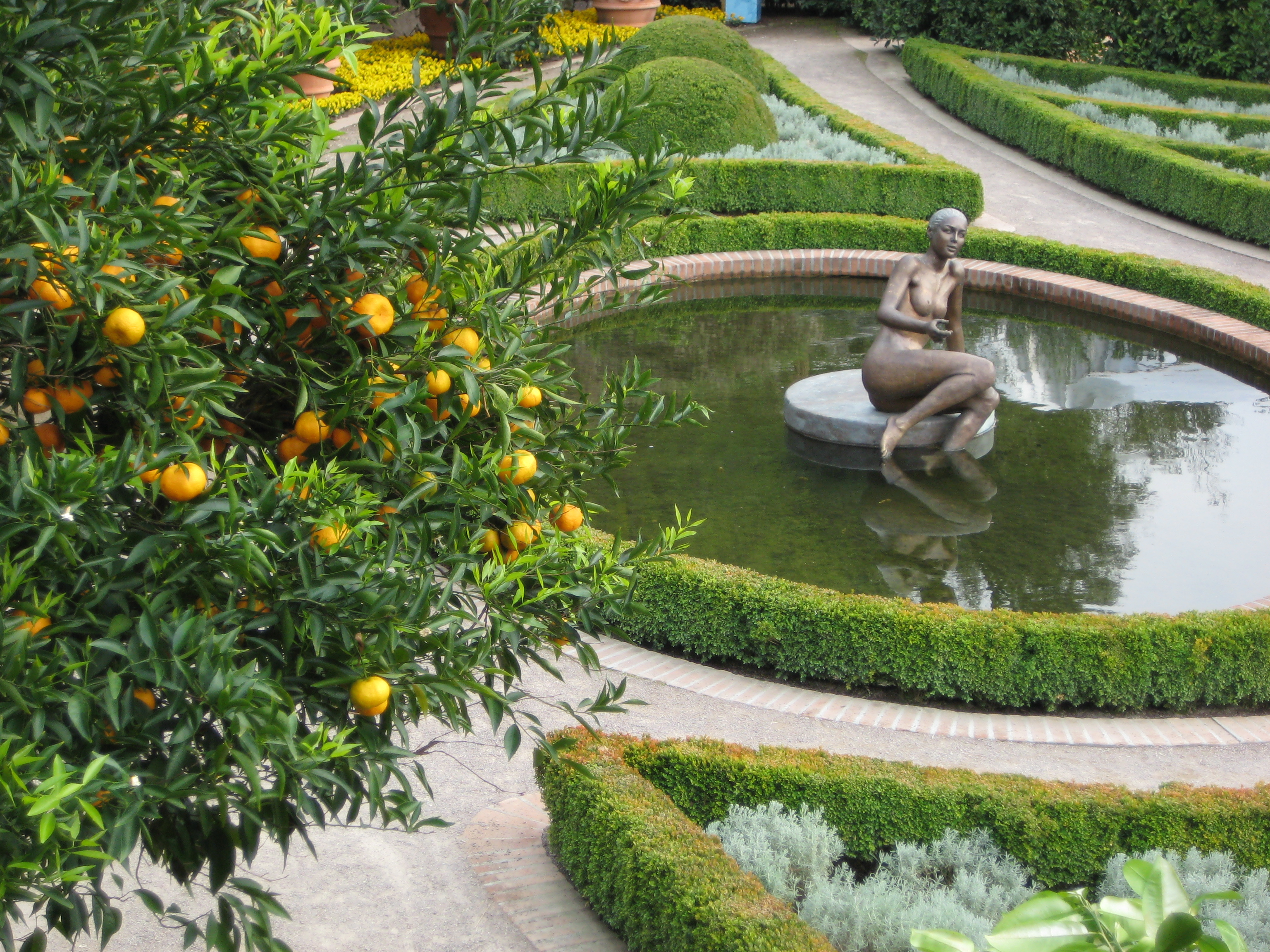
喷泉景观
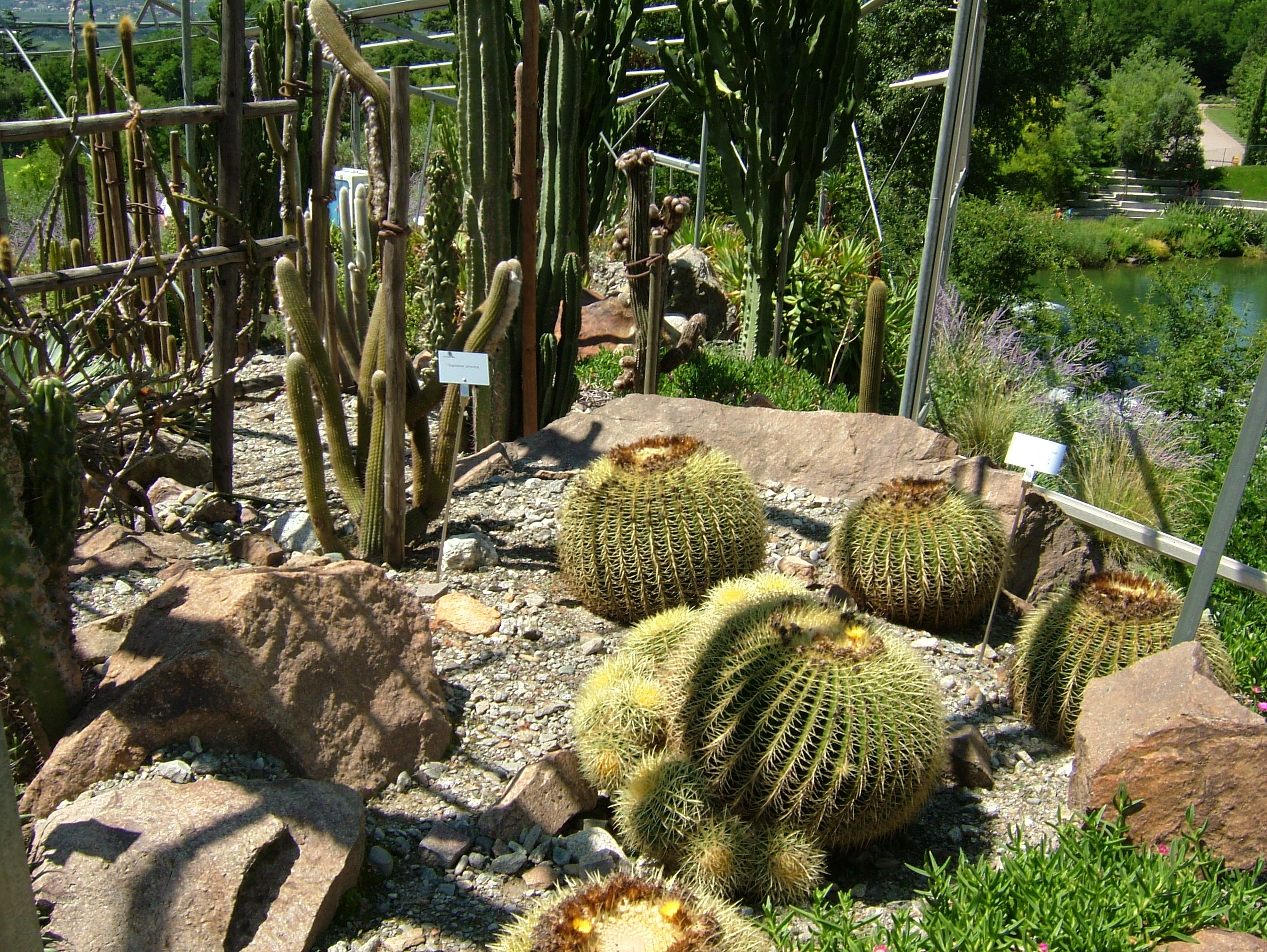
水和露台花园中的多肉植物
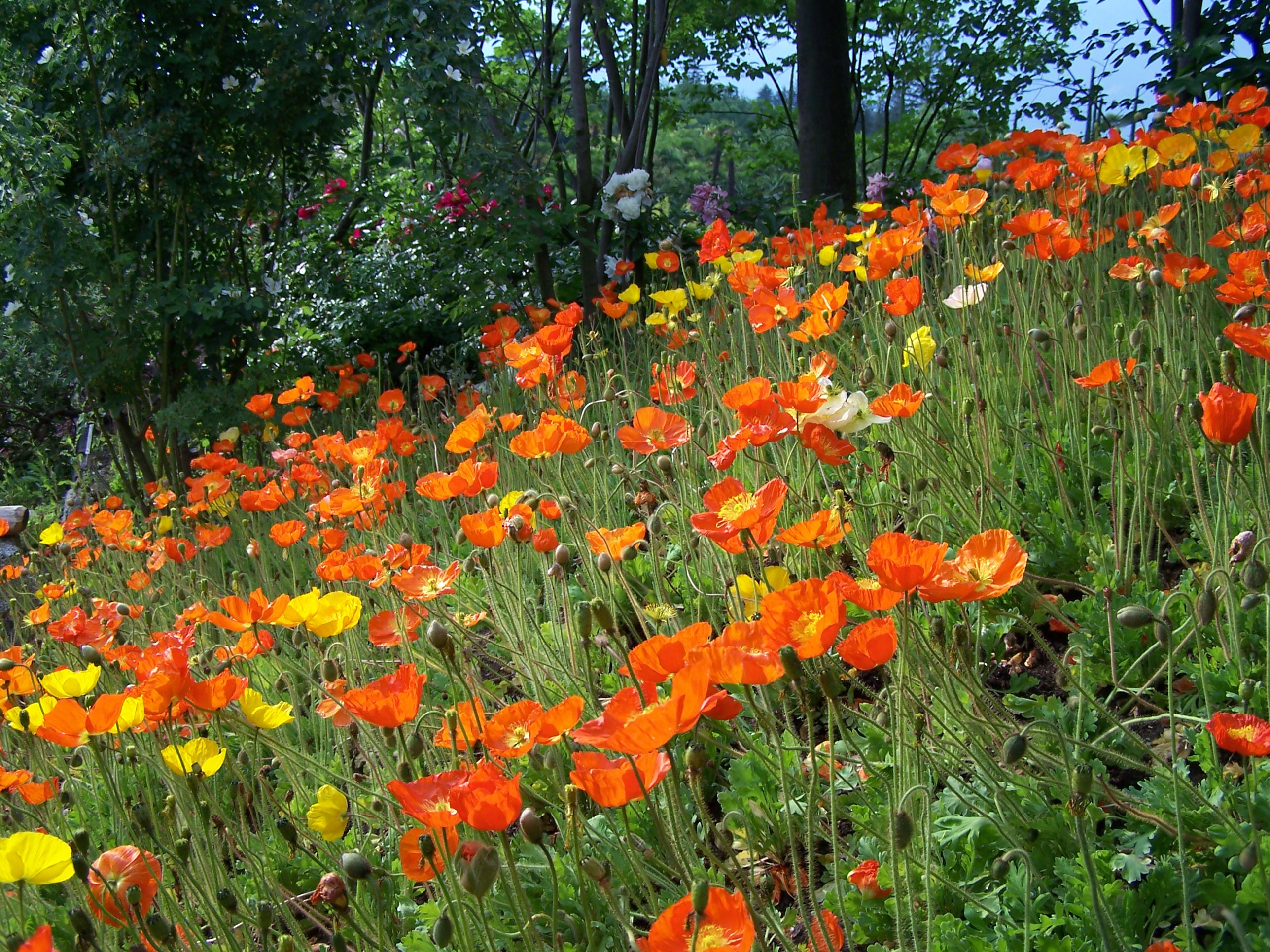
冰岛罂粟田
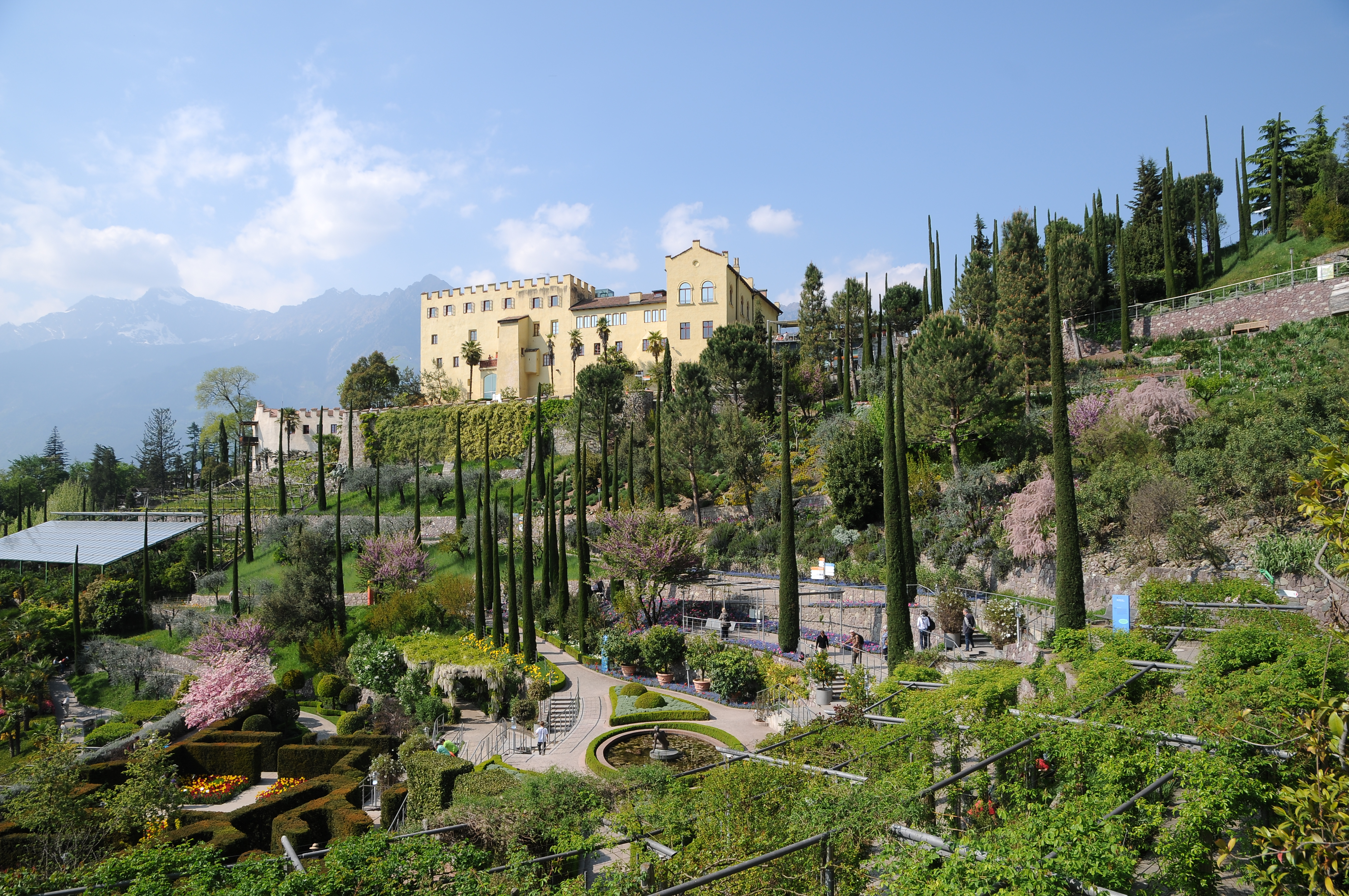
花园景观
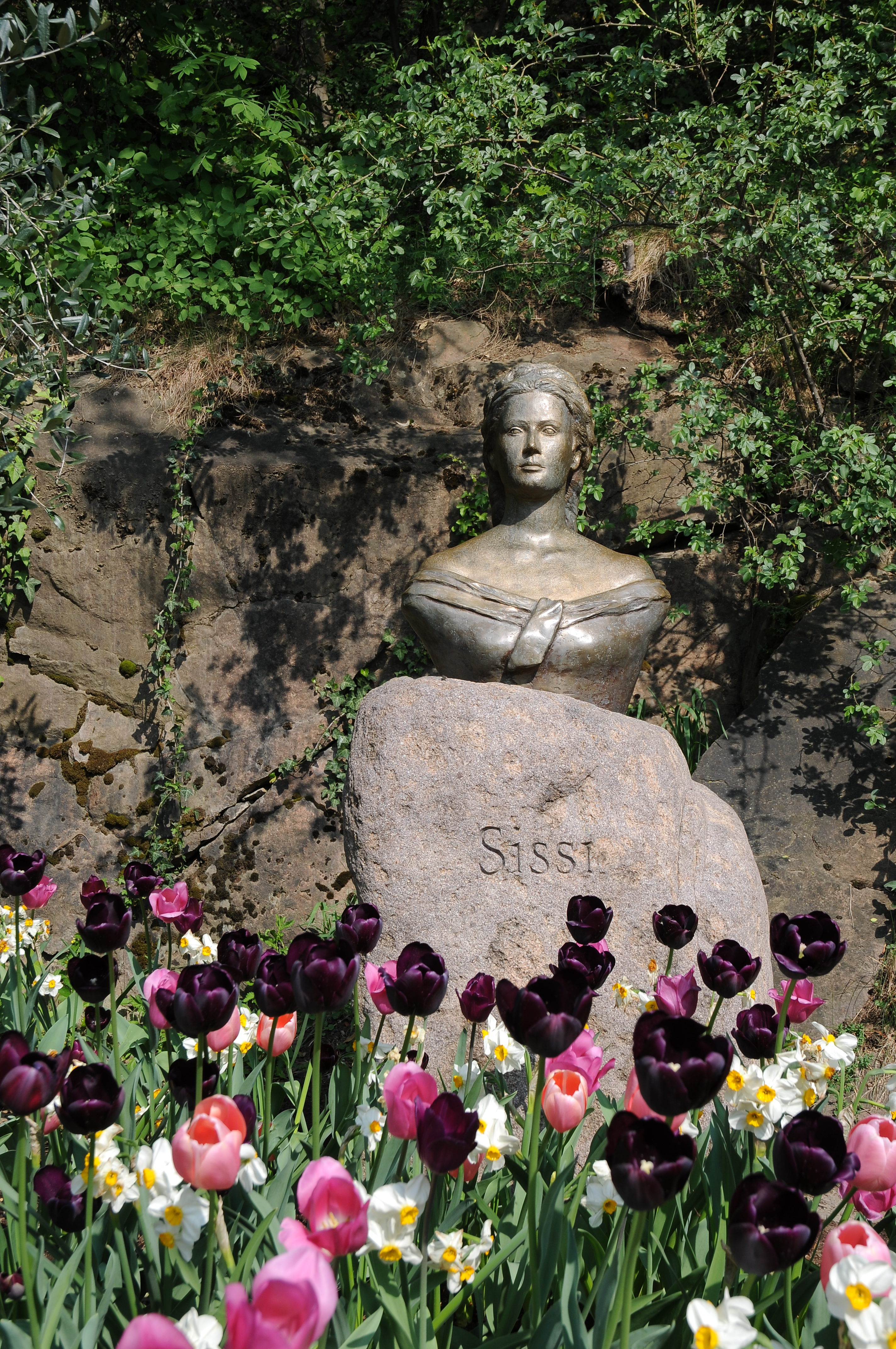
伊丽莎白皇后的青铜半身像，她曾是这里的常客